# Rottlersreuth
Rottlersreuth (oberfränkisch: Oadlesraid) ist ein Gemeindeteil des Marktes Thurnau im Landkreis Kulmbach (Oberfranken, Bayern). Rottlersreuth liegt in der Gemarkung Hutschdorf.

## Geographie
Rottlersreuth ist ein Dorf mit bäuerlichem Charakter. Es liegt etwa sechs Kilometer nordöstlich von Thurnau. Vom Eichberg (377 m ü. NHN), auf dessen Plateau das Dorf liegt, hat man einen Ausblick hinab ins Rotmaintal. Eine Gemeindeverbindungsstraße führt nach Partenfeld zur Kreisstraße KU 5 (0,9 km nördlich) bzw. nach Hutschdorf (1,5 km südwestlich).

## Geschichte
Der Ort wurde 1333 als „Reut“ erstmals urkundlich erwähnt. 1428 wurde der Ort „Radlachsrewt“ genannt, 1466 „Ratlesrewt“ und 1641 „Rottlaßreuth“. Der Ortsname bedeutet zur Rodung des Ratlach. Mit dem Personennamen Ratlach wurde wahrscheinlich der Gründer der Siedlung angegeben.
Gegen Ende des 18. Jahrhunderts bestand Rottlersreuth aus 8 Anwesen. Das Hochgericht übte das bayreuthische Stadtvogteiamt Kulmbach aus. Die Dorf- und Gemeindeherrschaft hatte das Kastenamt Kulmbach. Grundherren waren das Kastenamt Kulmbach (3 Söldengütlein), das Klosteramt Kulmbach (2 Höfe, 1 Söldengut, 1 Söldengütlein) und die Superintendentur Kulmbach (1 Hof).
Von 1797 bis 1810 unterstand der Ort dem Justiz- und Kammeramt Kulmbach. Mit dem Gemeindeedikt wurde Rottlersreuth 1811 dem Steuerdistrikt Hutschdorf und 1812 der Ruralgemeinde Hutschdorf zugewiesen. Am 1. Januar 1972 wurde Rottlersreuth im Zuge der Gebietsreform in Bayern in den Markt Thurnau eingegliedert.
Das ehemalige Kühlhaus inmitten des Dorfes wurde 2010 als „Weiherstübla“, ein Treffpunkt für Jung und Alt, umgebaut. Der Dorfweiher, ebenfalls im Dorfzentrum, wird im Sommer als Badeweiher und im Winter zum Schlittschuhlaufen benutzt.

### Baudenkmal
Der alte Dorfbrunnen mit einem Ziehrad aus dem vorigen Jahrhundert ist einmalig im Landkreis Kulmbach.

### Einwohnerentwicklung
| Jahr      | 001809 | 001818 | 001861 | 001871 | 001885 | 001900 | 001925 | 001950 | 001961 | 001970 | 001987 |
| Einwohner | 58     | 56     | 67     | 70     | 78     | 72     | 72     | 101    | 63     | 54     | 146    |
| Häuser    |        | 11     |        |        | 12     | 12     | 11     | 12     | 10     |        | 34     |
| Quelle    | [ 11 ] | [ 8 ]  | [ 12 ] | [ 13 ] | [ 14 ] | [ 15 ] | [ 16 ] | [ 17 ] | [ 18 ] | [ 19 ] | [ 1 ]  |

## Religion
Rottlersreuth ist seit der Reformation evangelisch-lutherisch geprägt und nach St. Johannes der Täufer (Hutschdorf) gepfarrt.